# Mannen i mitt liv
Mannen i mitt liv (engelska: The Object of My Affection) är en amerikansk film från 1998.

## Handling
Nina är bästa vän med George och han får flytta in i ett extrarum som hon har. George är homosexuell så Ninas pojkvän Vince accepterar sakernas tillstånd. Men Nina upptäcker att hon känner mer än bara vänskap för George och när hon blir gravid vill hon att de två skall uppfostra barnet tillsammans.

## Rollista i urval
- Paul Rudd – George
- Jennifer Aniston – Nina
- Alan Alda – Sidney Miller
- Allison Janney – Constance Miller
- Steve Zahn – Frank Hanson
- Nigel Hawthorne – Rodney Fraser
- John Pankow – Vince McBride
- Tim Daly – doktor Robert Joley